# Sfogliatelle

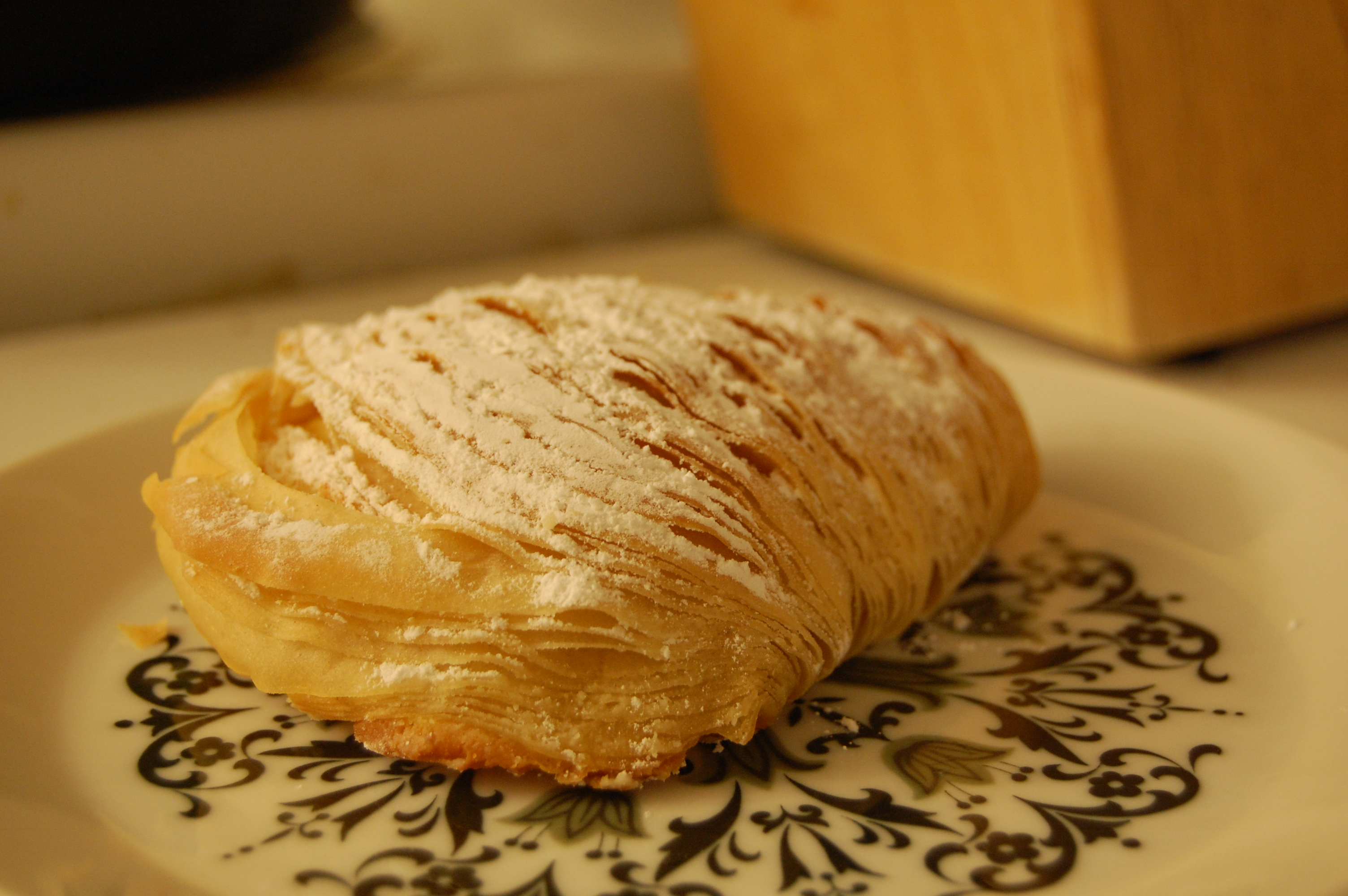
Sfogliatelle

Sfogliatelle – rodzaj włoskiego ciastka typowego dla Neapolu, ciasto francuskie wypełnione mieszanką sera ricotta, kaszy manny, cukru, jajek i kandyzowanych cytrusów. Nazywane także Santarosą od klasztoru w pobliżu Salerno, gdzie po raz pierwszy zostało wykonane lub ogonem homara ze względu na kształt przypominający to zwierzę. Oprócz odmiany riccia w cieście francuskim, wyróżnia się także odmianę frolla wykonaną z ciasta kruchego.